# Episodi di Girlfriends' Guide to Divorce (prima stagione)
La prima stagione della serie televisiva Girlfriends' Guide to Divorce, composta da 13 episodi, è stata trasmessa sul canale statunitense Bravo dal 2 dicembre 2014 al 24 febbraio 2015.
In Italia, la stagione è andata in onda dal 21 novembre 2015 al 13 febbraio 2016 sul canale a pagamento Premium Stories.
| nº | Titolo originale                                         | Titolo italiano                                              | Prima TV USA     | Prima TV Italia  |
| -- | -------------------------------------------------------- | ------------------------------------------------------------ | ---------------- | ---------------- |
| 1  | Rule No. 23: Never Lie to the Kids                       | Regola 23: Mai mentire ai bambini                            | 2 dicembre 2014  | 21 novembre 2015 |
| 2  | Rule No. 174: Never Trust Anyone Who Charges By the Hour | Regola 174: Mai fidarsi di chi si fa pagare a ore            | 9 dicembre 2014  | 28 novembre 2015 |
| 3  | Rule No. 47: Always Take Advantage of "Me" Time          | Regola 47: Approfitta sempre del tuo tempo che prendi per te | 16 dicembre 2014 | 5 dicembre 2015  |
| 4  | Rule No. 426: Fantasyland: A Great Place to Visit        | Regola 426: Fantasyland                                      | 23 dicembre 2014 | 12 dicembre 2015 |
| 5  | Rule No. 21: Leave Childishness to Children              | Regola 21: Lascia l'infanzia ai bambini                      | 30 dicembre 2014 | 19 dicembre 2015 |
| 6  | Rule No 33: When in Doubt, Run Away                      | Regola 33: Nel dubbio scappa                                 | 6 gennaio 2015   | 26 dicembre 2015 |
| 7  | Rule No. 67: Don't Kill the Princess                     | Regola 67: Non uccidere la principessa                       | 13 gennaio 2015  | 2 gennaio 2016   |
| 8  | Rule No. 17: Ask the Answer Lady                         | Regola 17: Chiedi alla signora delle risposte                | 20 gennaio 2015  | 9 gennaio 2016   |
| 9  | Rule No. 32: F-You, Rob Frumpkis                         | Regola 32: Vaff. Rob Frumpkis                                | 27 gennaio 2015  | 16 gennaio 2016  |
| 10 | Rule No. 3: Don't Stand in the Doorway                   | Regola 3: Non restare sulla porta                            | 3 febbraio 2015  | 23 gennaio 2016  |
| 11 | Rule No. 46: Keep the Holidays Low Key                   | Regola 46: Passa delle vacanze tranquille                    | 10 febbraio 2015 | 30 gennaio 2016  |
| 12 | Rule No. 92: Don't Do the Crime If You Can't Do the Time | Regola 92: Non commettere crimini se non fai in tempo        | 17 febbraio 2015 | 6 febbraio 2016  |
| 13 | Rule No. 101: Know When It's Time to Move On             | Regola 101: Sapere quando è il momento di spostarsi          | 24 febbraio 2015 | 13 febbraio 2016 |